# Шевчук, Леонид Николаевич
Леонид Николаевич Шевчук (1 августа 1899, Здолбуново, Волынская губерния — 7 апреля 1974, Новосибирск) — советский скрипач и музыкальный педагог. Ректор Новосибирской государственной консерватории (1966—1972). Заслуженный деятель искусств РСФСР (1970).

## Биография
Леонид Шевчук родился 1 августа 1899 года в селе Здолбуново Волынской губернии (ныне город Здолбунов Ровенской области Украины). В 1922 году окончил Киевский Высший музыкальный институт имени Лысенко (класс Е. Н. Вонсовской). До активно гастролировал как скрипач-виртуоз по городам СССР, а также в Японии, Китае и Корее. В 1926 году в Японии на фирме Nitto Record было выпущено несколько пластинок с записями Шевчука 1924—1926 годов. В 1934 году он начал преподавать в Ташкентской консерватории. Получил звание профессора, заведовал кафедрой струнных инструментов.
В 1937 году был репрессирован. В Ивдельлаге (на Северном Урале) организовал и возглавил любительский музыкальный театр (1943—1946). В 1946—1949 годах работал в Красноярском музыкальном училище педагогом, заведующим оркестровым отделением, главным дирижёром симфонического оркестра. В 1949—1955 годах работал в областной музыкальной школе в Кызыле педагогом и директором. Принимал участие в концертах как скрипач-солист.
В 1955 году был реабилитирован и направлен дирижёром в Новосибирское музыкальное училище. Когда в 1956 году открылась Новосибирская государственная консерватория, Шевчук стал там руководителем классом камерного ансамбля. В 1959 году стал первым деканом исполнительских факультетов, в 1961 году возглавил кафедру камерного ансамбля, в 1960 году получил звание профессора. С 1966 по 1972 год являлся ректором консерватории. В 1970 году основал при консерватории музыкальную школу. В 1972 году стал исполняющим обязанности заведующего кафедрой струнных инструментов.
За время работы в Новосибирской консерватории много внимания уделял подготовке кадров для Тувы, Бурятии, Якутии. Занимался укреплением связей с другими музыкальными учебными заведениями Сибири.
Умер 7 апреля 1974 года. Похоронен на Заельцовском кладбище.

## Награды
- Заслуженный деятель искусств РСФСР (1970)[1]
- Заслуженный деятель искусств Тувинской АССР (1969)[1]